# アマリロ (テキサス州)

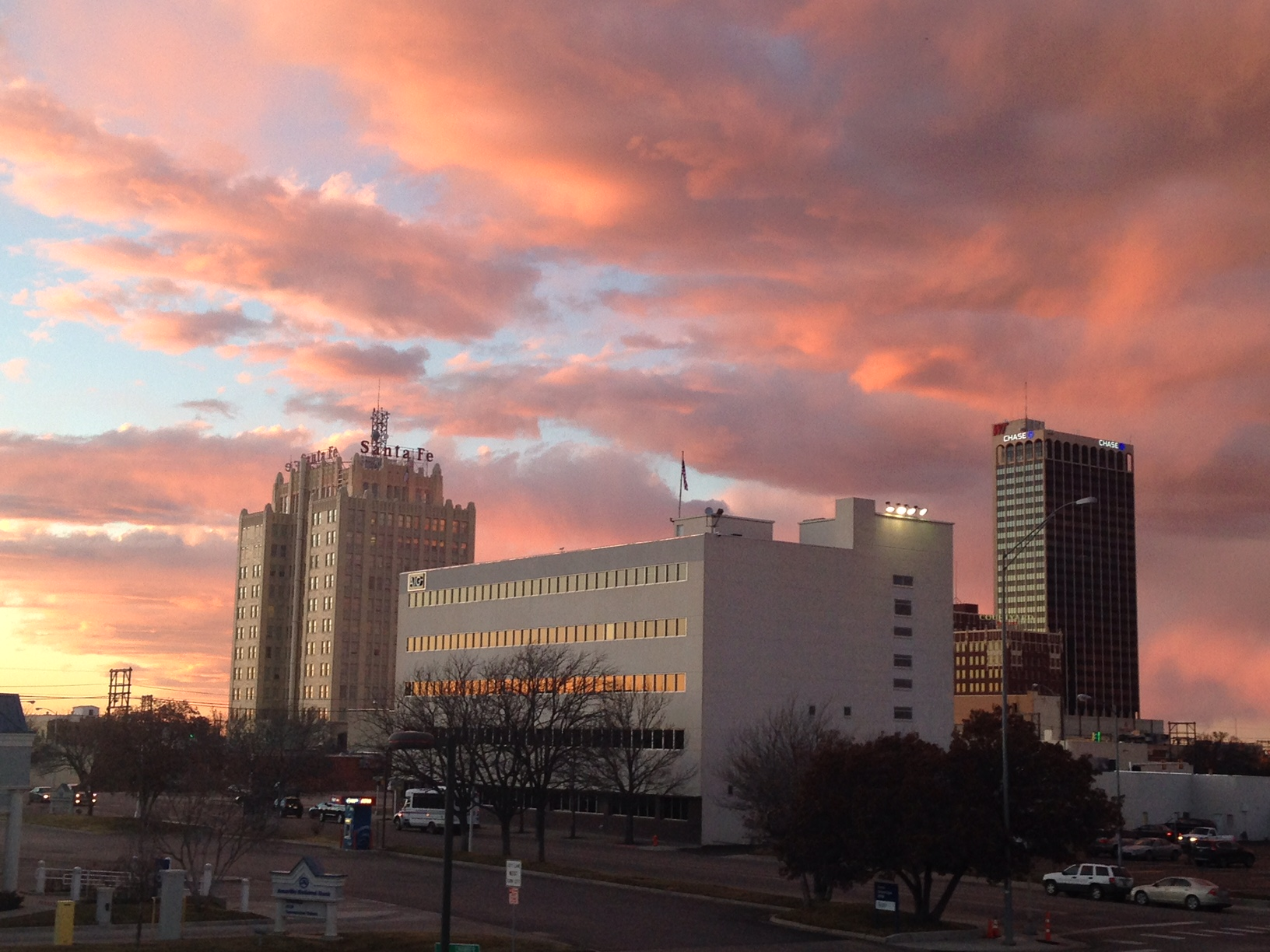
アマリロ・ダウンタウン

アマリロ（英語: amarillo）は、アメリカ合衆国テキサス州の都市。ポッター郡の郡庁所在地である。人口は20万0393人（2020年）。市域は南に隣接するランドール郡にまたがっている。都市圏は4郡にまたがるが、地域人口が少ないため約30万人にとどまっている。

## 概要
1887年に鉄道建設とともに町が形成され、肉牛の積み出し地となり、天然ガスと石油の発見により発達した。製缶・製粉・亜鉛精錬・合成ゴムなどの工業が発展している。また、ヘリコプター製造の拠点になっており、ベル・ヘリコプターやボーイングなどの工場があり、オスプレイの最終組立も行われている。
かつてはヘリウムガスの生産で知られ、Helium Capital of the World（世界のヘリウムの都）と称された。また市名がスペイン語で「黄色」（アマリージョ/アマリーヨ）を意味することから、The Yellow Rose of Texas（テキサスの黄色いバラ）とも呼ばれる。近年では、V-22軍用垂直離着陸機の組立工場が同市に位置していることから、Rotor City, USA（アメリカのローターの街）と呼ばれている。また、畜産の中心地でもある。
市名の由来は近辺に位置するアマリロ湖（Amarillo Lake）とアマリロ川（Amarillo Creek、アマリロ湖の記事に記述あり。）などとともに、湖岸や河岸の土が黄色であったことからスペイン語で黄色を意味するこの名がついているという説が有力であるが、この一帯に自生する野草が春・夏に黄色い花を咲かせることからという説もある。市名はスペイン語由来ではあるが、英語風にアマリロと発音される。

## 地理

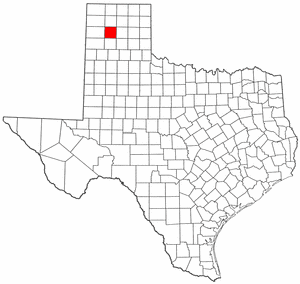
ポッター郡の位置

テキサス州のパンハンドル（Panhandle）と呼ばれる地区にあり、オクラホマ州の中に深く入り込んでいる。なお、Panhandleとは、フライパンの柄状の細長い形に由来するアメリカ英語である。
北緯35度11分57秒 西経101度50分43秒 / 北緯35.19917度 西経101.84528度、グレートプレーンズの南部に位置している。砂漠性の土壌で排水性が良くないため、降った雨は蒸発するか、地中に染み込んでいくか、プラヤと呼ばれる砂漠特有の水溜り状の浅い湖へと流れ込む。
アメリカ合衆国統計局によると、当市の総面積233.9 km2（90.3 mi2）で、このうち232.7 km2（89.9 mi2）が陸地で、総面積の0.50%に当たる1.2 km2（0.4 mi2）が水域となっている。標高は約1,099mである。
市の北東約64km（40 mi）にはアーカンソー川の支流であるカナディアン川が流れている。カナディアン川の人造湖であるメレディス湖（Lake Meredith）は当市や周辺一帯の重要な水道水源の1つとなっている。また、グレートプレーンズに広く分布しているオガララ帯水層の地下水も重要な水道水源である。同市周辺には原油や天然ガスも多く埋蔵されており、ポッター郡はその中でも最大の天然ガス埋蔵量である。
市の南約40km（25 mi）には「テキサスのグランドキャニオン」と呼ばれるパロ・デュロ・キャニオン（Palo Duro Canyon）という峡谷が刻まれている。パロ・デュロ・キャニオンはアメリカ第2の規模を誇る峡谷で、州立公園にも指定されている。

## 街の特徴

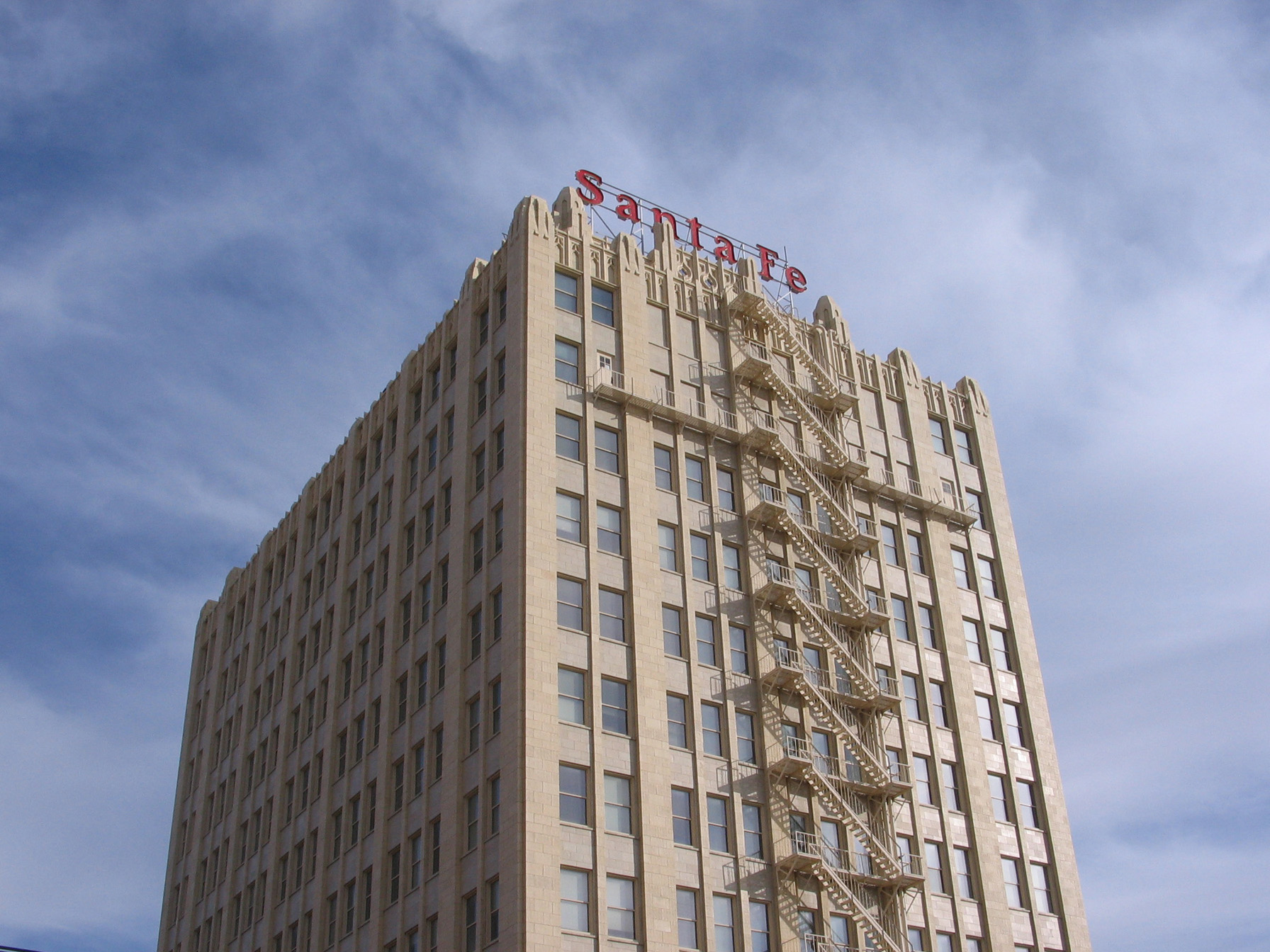
サンタフェ・ビル

人口と商業は主に市の南部と北西部で増加・発展している。テキサス州北西部の他都市同様、市中心部は長年にわたって衰退が続いていたが、こうした事態に対し、再活性化を目的としてセンター・シティ・オブ・アマリロ（Center City of Amarillo）が組織された。1990年代、同組織は市内の通り2本にアーチを設けて美化を画策、壁画を描くなど公に広く開かれた美術プロジェクトの後援をおこない、市中心部でパーティーを開催した。
1971年に市街地に建てられた31階建てのチェース・タワー（Chase Tower）は、ダラスとデンバー間で最も高いビルである。このオフィスビルは建立当時はSPSタワー（SPS Tower）、次いでバンク・ワン・センター（Bank One Center）という名称で呼ばれており、現在のチェース・タワーは3番目の名称である。1930年に建てられたサンタフェ・ビル（Santa Fe Building）はアッチソン・トピカ・アンド・サンタフェ鉄道の支店が置かれていたビルであった。しばらくの間空きビルになっていたが、1995年にポッター郡が42万5,000米ドルでビルを買い取った。
当市の歴史的な建造物は1900年から第二次世界大戦までの経済成長を特徴付けるものとしてアメリカ合衆国国家歴史登録財に指定されている。市街地のポーク通り沿いにはそうした歴史的建造物が多く建ち並んでいる。歴史的な豪邸は通りの西側に多く建てられた。当時においては、毎朝、日の出を見られることが地位の象徴だったからである。
アメリカ合衆国内の多くの都市同様、碁盤の目のように通りが整然と区画されている。初期の市の通りはウィリアム・H・ブッシュ（William H. Bush）によって区画された。ブッシュによる通りの区画は市の西端から始まり、順繰りに東へと向かっていくという方法で行われた。また、南北に走る通りには歴代大統領の姓が就任順につけられた。ただし、第6代大統領ジョン・クィンシー・アダムズだけは第2代大統領ジョン・アダムズと同じ姓であるため除外された。このように通りの名に冠されているのは第22代大統領グロバー・クリーブランドまでである。その後も東への市の拡張は続いたが、新たに区画された通りの名にはそれ以後の大統領の姓が付けられることはなかった。

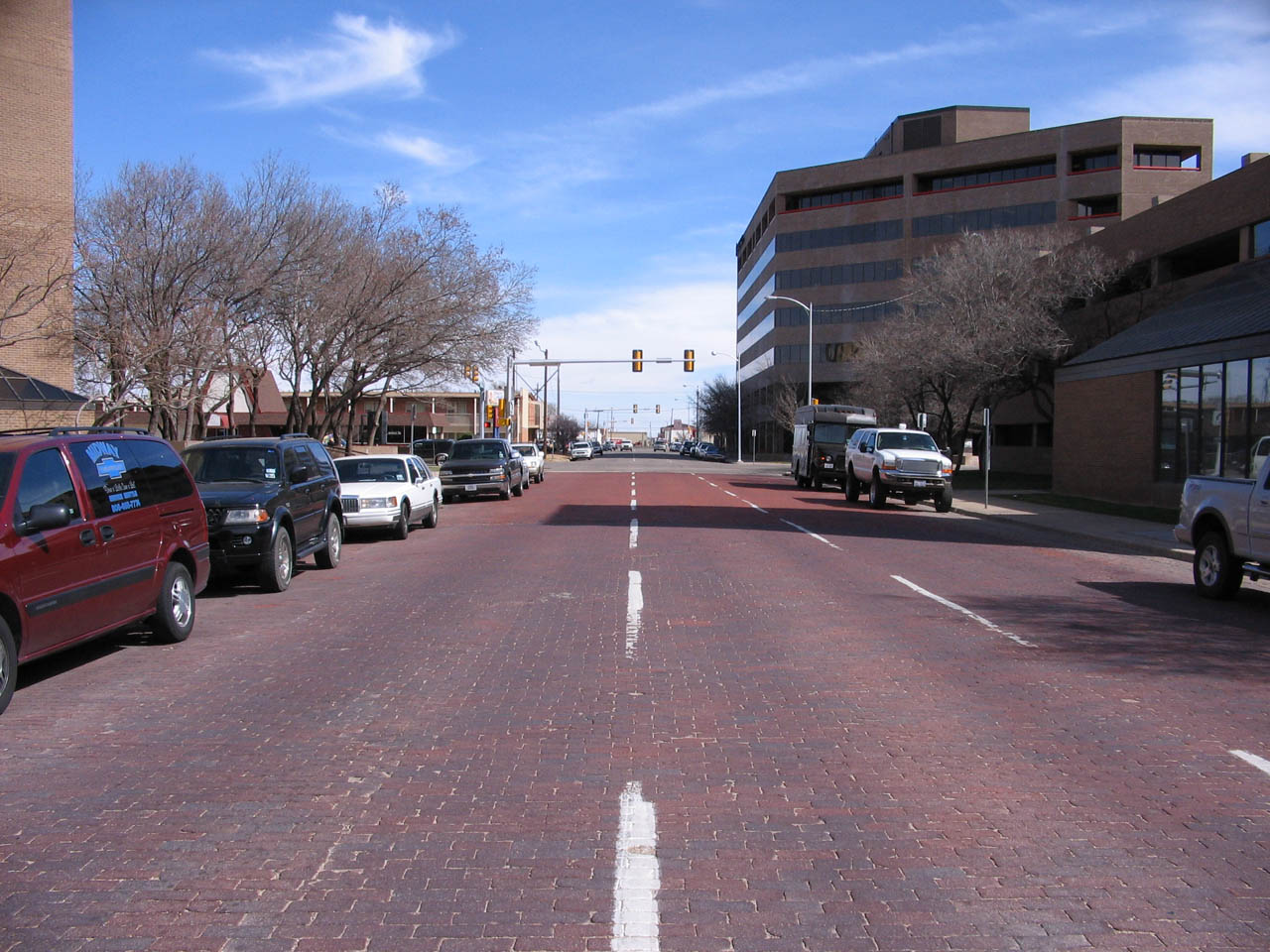
レンガ敷きの道路。

市街地を走る通りにはレンガ敷きのものもある。これは、1910年に市内の道路がレンガで舗装されたことの名残である。2003年現在、市内のレンガ舗装の道路の総延長は26.1kmにおよぶ。また、市街地には1914年に地元の新聞社の提唱で植えられた街路樹も多く残っている。
市内には公園も多い。市の公園・レクリエーション局（Parks and Recreation Department）は50におよぶ市立公園を管理している。市の西側にはスケート・パーク（スケートボードやインラインスケートを楽しむためのリンク）もある。市内の公園の中でも特に規模が大きいものには、メディカル・パーク（Medical Park）、トンプソン記念公園（Thompson Memorial Park）およびアマリロ大学のワシントン・ストリート・キャンパスに近いメモリアル・パーク（Memorial Park）がある。

## 気候
標高が高く、年間降水量が500mm弱と乾燥しているため、気温の年較差、日較差がともに大きい。市とその周辺の気候は、摂氏30度を超える暑い夏の日中と氷点下まで冷え込む冬の夜に特徴付けられる。冬にはブリザードが吹き荒れることもあり、観測史上最高気温は摂氏42度（華氏108度）で、最低気温は氷点下27度（華氏マイナス16度）を記録している。
また、「竜巻街道」（Tornado Alley）と呼ばれる、アメリカ合衆国内でも特に竜巻が頻発する地帯の中に位置している。
| アマリロ (テキサス州) の気候                                            | アマリロ (テキサス州) の気候 | アマリロ (テキサス州) の気候 | アマリロ (テキサス州) の気候 | アマリロ (テキサス州) の気候 | アマリロ (テキサス州) の気候 | アマリロ (テキサス州) の気候 | アマリロ (テキサス州) の気候 | アマリロ (テキサス州) の気候 | アマリロ (テキサス州) の気候 | アマリロ (テキサス州) の気候 | アマリロ (テキサス州) の気候 | アマリロ (テキサス州) の気候 | アマリロ (テキサス州) の気候 |
| 月                                                                      | 1月                          | 2月                          | 3月                          | 4月                          | 5月                          | 6月                          | 7月                          | 8月                          | 9月                          | 10月                         | 11月                         | 12月                         | 年                           |
| ----------------------------------------------------------------------- | ---------------------------- | ---------------------------- | ---------------------------- | ---------------------------- | ---------------------------- | ---------------------------- | ---------------------------- | ---------------------------- | ---------------------------- | ---------------------------- | ---------------------------- | ---------------------------- | ---------------------------- |
| 最高気温記録 °C （°F）                                                  | 28 (83)                      | 32 (89)                      | 36 (96)                      | 37 (99)                      | 40 (104)                     | 44 (111)                     | 42 (108)                     | 42 (107)                     | 39 (103)                     | 37 (99)                      | 31 (87)                      | 28 (83)                      | 44 (111)                     |
| 平均最高気温 °C （°F）                                                  | 10.3 (50.6)                  | 12.3 (54.2)                  | 16.9 (62.5)                  | 21.7 (71.1)                  | 26.4 (79.5)                  | 30.9 (87.7)                  | 33 (91.4)                    | 31.9 (89.4)                  | 28.1 (82.6)                  | 22.2 (71.9)                  | 15.6 (60.0)                  | 9.8 (49.7)                   | 21.7 (71.0)                  |
| 日平均気温 °C （°F）                                                    | 2.8 (37.0)                   | 4.6 (40.3)                   | 8.8 (47.9)                   | 13.5 (56.3)                  | 18.7 (65.6)                  | 23.6 (74.4)                  | 25.7 (78.3)                  | 24.9 (76.8)                  | 20.8 (69.5)                  | 14.6 (58.3)                  | 7.9 (46.3)                   | 2.7 (36.9)                   | 14.1 (57.3)                  |
| 平均最低気温 °C （°F）                                                  | −4.8 (23.4)                  | −3.1 (26.4)                  | 0.7 (33.3)                   | 5.3 (41.6)                   | 11 (51.8)                    | 16.1 (61.0)                  | 18.4 (65.2)                  | 17.9 (64.2)                  | 13.6 (56.4)                  | 7.1 (44.7)                   | 0.3 (32.5)                   | −4.4 (24.0)                  | 6.6 (43.8)                   |
| 最低気温記録 °C （°F）                                                  | −24 (−11)                    | −27 (−16)                    | −19 (−3)                     | −11 (13)                     | −3 (26)                      | 3 (38)                       | 11 (51)                      | 9 (48)                       | −1 (30)                      | −11 (12)                     | −18 (0)                      | −22 (−8)                     | −27 (−16)                    |
| 降水量 mm （inch）                                                      | 18.3 (0.72)                  | 14.2 (0.56)                  | 35.3 (1.39)                  | 35.6 (1.40)                  | 58.2 (2.29)                  | 80.3 (3.16)                  | 72.1 (2.84)                  | 73.9 (2.91)                  | 48.8 (1.92)                  | 42.2 (1.66)                  | 20.3 (0.80)                  | 18 (0.71)                    | 517.2 (20.36)                |
| 降雪量 cm （inch）                                                      | 12.7 (5.0)                   | 7.9 (3.1)                    | 7.4 (2.9)                    | 1.5 (0.6)                    | 0.5 (0.2)                    | 0 (0)                        | 0 (0)                        | 0 (0)                        | 0 (0)                        | 0.5 (0.2)                    | 6.1 (2.4)                    | 10.9 (4.3)                   | 45.2 (17.8)                  |
| 平均降水日数 （≥0.01 in）                                               | 3.9                          | 4.3                          | 6.0                          | 5.6                          | 7.7                          | 8.5                          | 7.2                          | 8.2                          | 6.3                          | 5.3                          | 4.0                          | 4.7                          | 71.7                         |
| 平均降雪日数 （≥0.1 in）                                                | 2.6                          | 2.3                          | 1.9                          | 0.4                          | 0                            | 0                            | 0                            | 0                            | 0                            | 0.1                          | 1.1                          | 2.8                          | 11.1                         |
| % 湿度                                                                  | 58.1                         | 58.5                         | 51.7                         | 48.3                         | 54.2                         | 56.3                         | 53.3                         | 58.4                         | 61.0                         | 55.9                         | 58.6                         | 59.1                         | 56.1                         |
| 平均月間日照時間                                                        | 222.1                        | 215.2                        | 268.7                        | 301.1                        | 325.1                        | 343.0                        | 353.6                        | 323.5                        | 264.5                        | 266.4                        | 211.5                        | 201.5                        | 3,296.2                      |
| 日照率                                                                  | 71                           | 70                           | 72                           | 77                           | 75                           | 79                           | 80                           | 78                           | 71                           | 76                           | 68                           | 66                           | 74                           |
| 出典：NOAA (extremes 1892–present, sun and relative humidity 1961–1990) |                              |                              |                              |                              |                              |                              |                              |                              |                              |                              |                              |                              |                              |

|                   | 1月  | 2月  | 3月  | 4月  | 5月  | 6月  | 7月  | 8月  | 9月  | 10月 | 11月 | 12月 | 年    |
| ----------------- | ---- | ---- | ---- | ---- | ---- | ---- | ---- | ---- | ---- | ---- | ---- | ---- | ----- |
| 平均最高気温（C） | 9.4  | 11.7 | 16.1 | 21.7 | 26.1 | 31.1 | 32.8 | 31.7 | 27.8 | 22.2 | 15.0 | 10.5 | 21.6  |
| 平均最低気温（C） | -5.5 | -3.3 | 0.0  | 5.5  | 11.1 | 16.1 | 18.9 | 17.8 | 13.9 | 7.2  | 0.0  | -4.4 | 6.7   |
| 降水量（mm）      | 12.7 | 15.2 | 22.9 | 27.9 | 71.1 | 88.9 | 71.1 | 76.2 | 48.3 | 33.0 | 15.2 | 12.7 | 497.8 |

## 交通
玄関口となっている空港は市の東約11kmに位置するリック・ハズバンド・アマリロ国際空港（Rick Husband Amarillo International Airport）である。空港名は2003年にスペースシャトル・コロンビアの事故で世を去った同市出身の宇宙飛行士、リック・ハズバンドに因んで名付けられている。空港敷地の一部は、かつての空軍基地から民間に転用されたものである。サウスウエスト航空をはじめとする航空各社が就航しており、ダラス・フォートワース国際空港、ジョージ・ブッシュ・インターコンチネンタル空港（ヒューストン）、アルバカーキ国際空港、デンバー国際空港、マッカラン国際空港（ラスベガス）からの直行便がある。
当市は州間高速道路I-40とI-27の分岐点となっている。I-27は南約200kmに位置するラボックへと通じている。また、大陸を横断する幹線であるI-40が、以前のルート66に代わり当市の市街地を東西に貫いている。アルバカーキは西に約460km、オクラホマシティは東へ約410kmである。また、これらの都市へはグレイハウンドでも行くことができる。
現在、アムトラックなど旅客鉄道の便はないが、貨物鉄道による輸送においては重要な拠点のひとつである。BNSF鉄道やユニオン・パシフィック鉄道はそれぞれ当市への路線を持っており、貨物列車を頻発させている。これらの鉄道ではコンテナ輸送や一般消費財をはじめ、穀物や石炭の輸送も行われている。
地域交通機関としては、アマリロ市交通局（ACT）が運営する路線バスが市内および周辺をカバーしている。さらにACTはパラトランジットと呼ばれる、障害者用の特別な交通手段となるためのミニバンやライトバンの便も用意している。路線バスは年間約35万人、パラトランジットは年間3万人ほどの人が利用している。しかし、利用客数は減少してきている。ACTは路線数の削減を予定していない。

## 政治
1913年、テキサス州で初、全米でも5番目となるシティー・マネージャー制を採用した。当市においては、選出された5名の委員が市政の実権を有し、そのうち1名が市長となる。市長および各委員の任期は2年である。委員会は条例の制定、施行、法規の採択、およびシティー・マネージャーをはじめとした市の役員の選出を行う。このシステム下においては、市長は実権を有する委員の代表である一方で、シティー・マネージャーは市政の長であり、その全てに対して責任を有する。市の定例委員会は毎週火曜日に開かれている。

## 経済

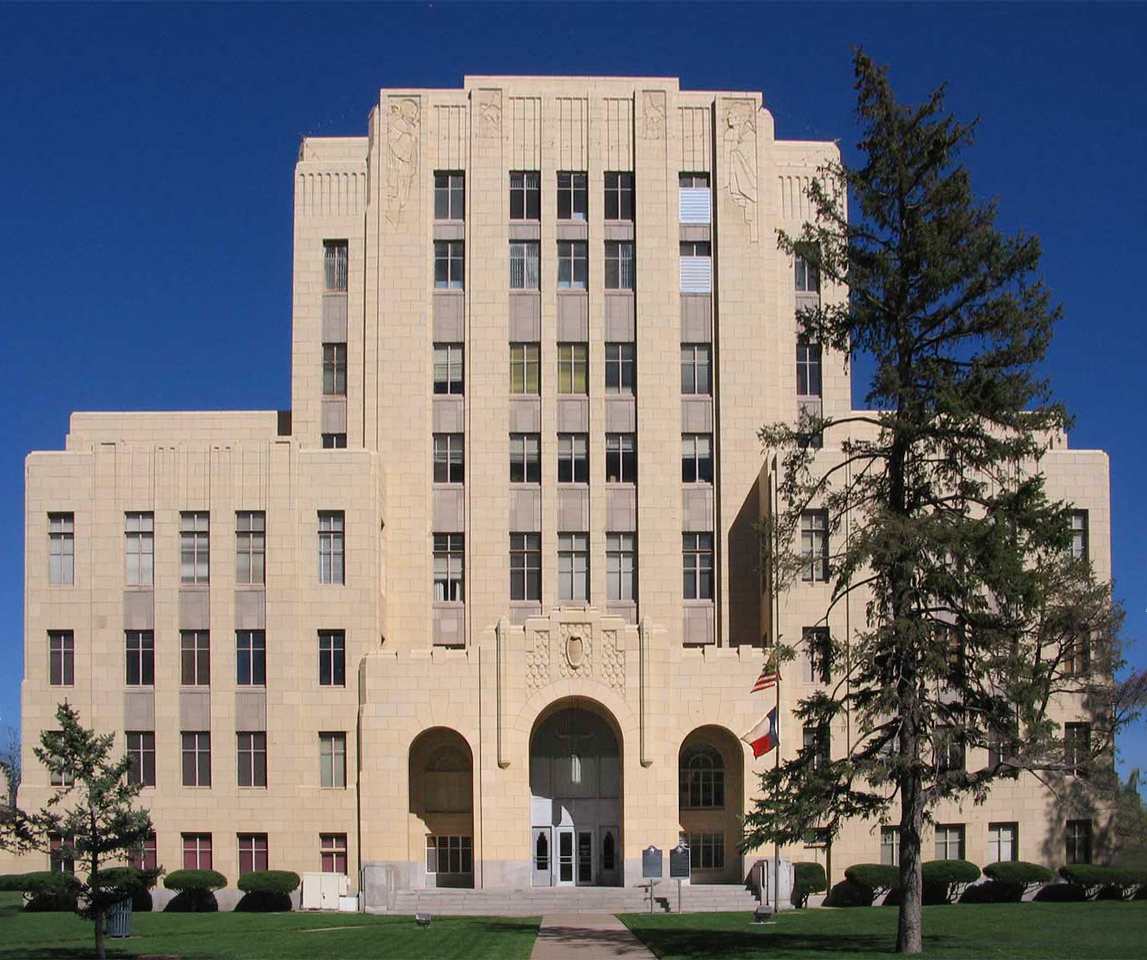
ポッター郡地方裁判所

テキサス州北西部、ニューメキシコ州東部、およびオクラホマ州極西部の経済の中心地である。畜産は市の主産業で、アメリカ合衆国内の牛肉の生産量のおよそ1/4が生産されている。また近年においては、酪農がカリフォルニア州から当市およびその周辺へと移ってきている。特に酪農の中心となっているのは西郊のヒアフォード市（Hereford）である。これに伴って市では乳製品の生産量が急増してきている。また、市の周辺では灌漑農業による小麦やトウモロコシの生産も盛んである。
近隣に豊富な油田やガス田を有するため、石油化学産業も発達している。かつてはヘリウム産業で知られたが、1990年代後半に連邦政府が当地のヘリウム工場を民営化してからは生産量が激減した。1999年、ベル・ヘリコプター社はアマリロ国際空港の近くにヘリコプター組立工場を設置し、操業を始めた。
2005年のアメリカ合衆国労働統計局（U.S. Bureau of Labor Statistics）のデータによると、産業別個人所得比の上位3業種は次のようになっている。
- サービス業: 23.52%
- 政府部門: 16.37%
- 小売業: 10.16%.

また、主要な雇用主には次のようなものがある。
- タイソン・フーズ社（Tyson Foods） - 市最大の雇用主。従業員数約3,700人。
- アマリロ独立学区（Amarillo Independent School District）
- BWXTパンテックス社BWXT Pantex）
- バプティスト・セント・アンソニーズ保健システム（Baptist St. Anthony’s Health Care System）
- アマリロ市
- ノースウェスト・テキサス保健システム（Northwest Texas Healthcare System）
- アマリロ大学（Amarillo College）
- ユナイテッド・スーパーマーケット社（United Supermarkets）
- ベル・ヘリコプター・テクストロン社（Bell Helicopter Textron）
- オーウェンス・コーニング社（Owens-Corning）
- ASARCO社
- アマリロ・ナショナル銀行（Amarillo National Bank） - 市内をカバーする金融期間で13店舗、60ヶ所のATMを有する。

市の売上税で運営されているアマリロ経済開発公社（AEDC）は、市内で営業している、あるいはこれから参入する見込みのある雇用主に対し、積極的なインセンティブ・パッケージを設けている。1990年代中盤から後半にかけては、AEDCは全米の企業に対して偽の小切手を送りつけたり、ウォールストリート・ジャーナルに全面広告を出したり、アメリカン航空の当市への便を存続させるために100万米ドルにも及ぶ（わいろ性の強い）助成金を贈ったりと、悪評が立つことが多かった。しかしその一方で、ベル・ヘリコプター・テクストロン社によるV-22軍用ティルトローター機の開発を成功に導いたことや、マリーンワンの組立工場の誘致も予定されていることなどはAEDCの功績であると言える。

## 教育

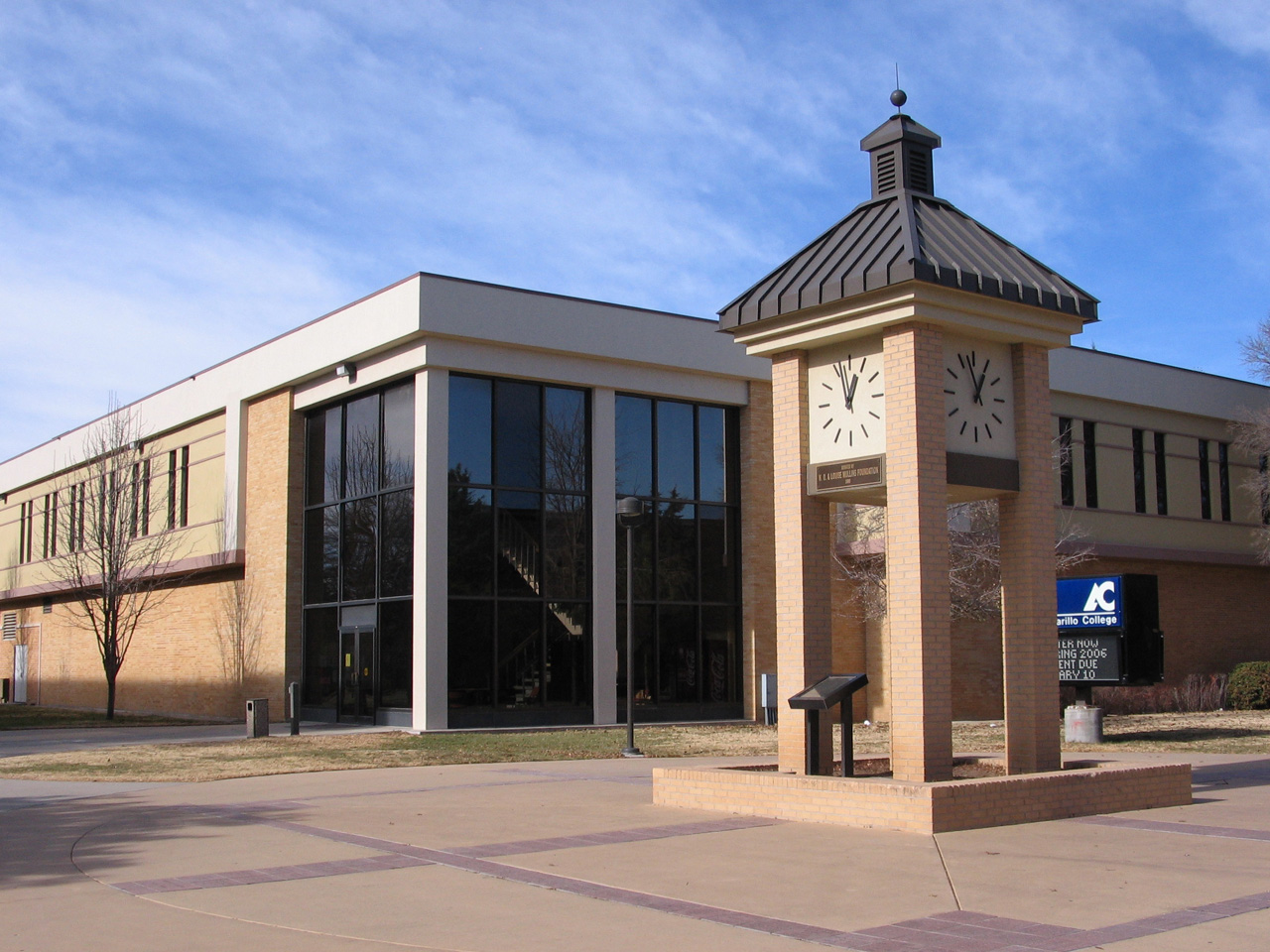
市街地のワシントン通りにあるアマリロ大学のキャンパス

2000年の国勢調査によると、25歳以上の市民のうち、79.3%は高校を卒業している。また、20.5%は学士以上の学位を有している。同調査における全米平均は高校卒業以上80.4%、4年制大学卒業以上24.4%であり、数値はいずれにおいても全米平均よりやや低い。
当市におけるK-12課程の教育機関はアマリロ独立学区（AISD）とキャニオン独立学区（CISD）によって運営されている。AISDは約29,000人、CISDは7,000以上の生徒をそれぞれ抱えている。AISDは小学校36校、中学校9校、高校4校を運営している。この他、AISDは成績優秀者のための特別学校やオルタナティブ・スクールも運営している。一方、CISDの運営する市内の学校は小学校4校、中学校2校、高校1校である。このほか、リバーロード（River Road）、ハイランドパーク（Highland Park）、ブッシュランド（Bushland）の各独立学区も市内に学校を置いている。これらの学区の管轄下にある公立学校のほか、私立学校もいくつかある。
また、市内および周辺の高等教育機関としては次のようなものがある。
- テキサス工科大学アマリロ校
- 西テキサス農工大学（West Texas A&M University） - 南郊のキャニオン市（Canyon）に位置する。
- ウェイランド・バプティスト大学（Wayland Baptist University）アマリロ校
- アマリロ大学 - 学生数10,000人を超えるコミュニティカレッジ

これらの大学の図書館は、公立図書館とともにハリングトン図書館コンソーシアム（Harrington Library Consortium）に参加している。これは市内および周辺の図書館が提携し、蔵書など知的資源の共有を進めていくというものである。公立図書館の本部は市中心部にあり、周辺の4支部の運営を兼ねている。

## 歴史

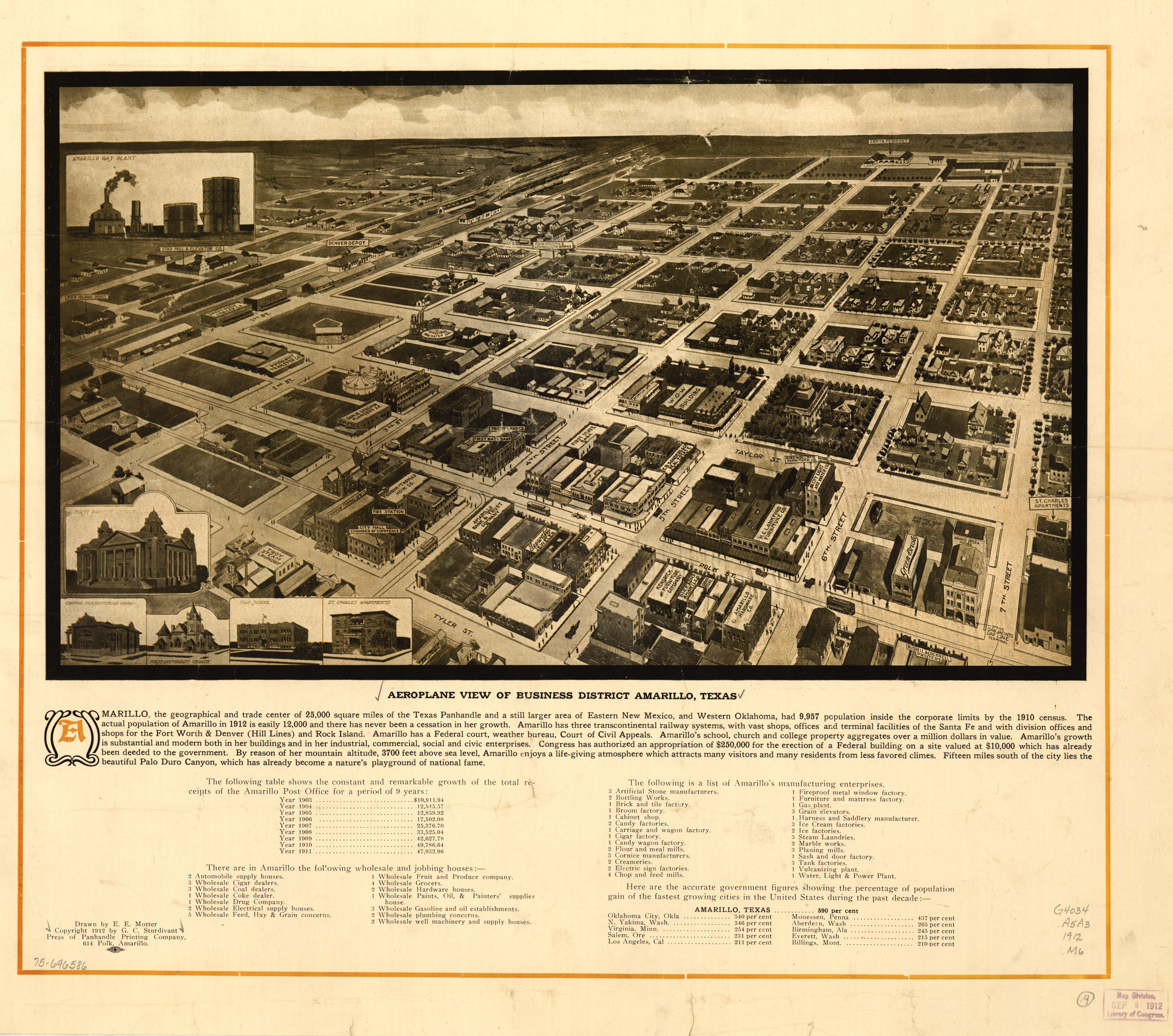
1912年のアマリロの市街地

1887年4月、J・T・ベリー（J. T. Berry）はフォートワース・アンド・デンバーシティ鉄道（Fort Worth and Denver City Railroad）を州北西部に延伸させるにあたって町を建設するべく、沿線で水源に恵まれた地域を探していた。ベリーやコロラドシティ（Colorado City）の商人たちは州北西部の主要な交易拠点となる町を求めていた。同年8月30日、ベリーの建設した町が郡庁所在地に選ばれ、当初オニーダ（Oneida）と呼ばれた町は後にアマリロに改名されると、当初こそスペイン語式の発音で呼ばれたものの、1年も経たない内に、現在の英語式の発音で通るようになった。
「タスコーサ・パイオニア」紙（Tascosa Pioneer）の編集者、チャールズ・F・ルドルフ（Charles F. Rudolph）はフォートワース・アンド・デンバーシティ鉄道の従業員が、町名のスペイン語式の発音を無視するのを非難していた。やがて町名の発音そのものが英語式になったことで、ルドルフが危惧していたスペイン語式発音の喪失は的中した形になった。
この頃建てられた家のほとんどは、町の改名に伴って黄色に塗られていた。鉄道交通や貨物輸送の便があることから、町は郡庁所在地に選ばれた後、肉牛取引の中心地として急速に発展していった。
1888年7月19日、後にFather of Amarillo（アマリロの父）と呼ばれることになるヘンリー・B・サンボーン（Henry B. Sanborn）は、ベリーの町は土地が低すぎて大雨のときに洪水に見まわれるおそれがあるとして町の東側の土地を購入し始めた。また、サンボーンは新たに購入した地域に産業を移転させ、町の拡張を促すため、用地を確保し、資金を援助した。サンボーンのこうした活動は地元の人々の共感を呼び、ポーク通り（Polk Street）沿いの新たな商業中心地への産業の移転が進んだ。翌1889年に大雨によってベリーの町が洪水に見まわれると、サンボーンの町への人口移転がさらに進んだ。こうしてサンボーンの建設した町は人口と産業を集め、1893年に新たな郡庁所在地に選ばれた。
1890年代終わり頃には、当地は世界有数の肉牛出荷地へと発展し、人口が激増した。1900年代に入ると、市の周辺で小麦をはじめとした穀物の生産が増え、それに伴ってカントリーエレベーター、製粉、飼料生産の中心地になった。やがて1918年には天然ガスが、3年後の1921年には原油が発見され、石油・ガス産業が発展していった。1927年、連邦政府はヘリウムの埋蔵量が豊富な周辺のガス田を買い取った。2年後の1929年には、連邦鉱業局がヘリウム工場の操業を始めた。その後しばらくの間、この工場は世界のヘリウム生産を独占していた。現在、この工場内のブッシュ・ドーム貯蔵庫（Bush Dome Reservoir）では、国の方針の下においてヘリウムが備蓄されている。
鉄道交通の整備も進んでいった。フォートワース・アンド・デンバーシティ鉄道に続いて、アッチソン・トピカ・アンド・サンタフェ鉄道やシカゴ・ロック・アイランド・アンド・パシフィック鉄道が当地への路線を持つようになった。これらの鉄道3社はその後長く、20世紀のほとんどに渡って当地に旅客や貨物の駅を多数構え、修理施設を置くなど、市内および周辺の主要な雇用主であった。
1930年代、周辺は土壌流出に見まわれ、また大恐慌の影響を受けるようになった。しかし、60号線、87号線、287号線、そして66号線の4本の国道が交わる交通の要衝であったことが幸いし、これらの国道を利用する旅行者で賑わうようになった。市内にはモーテルやレストラン、さらには骨董品店までもが建ち並んでいった。
産業は第二次世界大戦の軍事需要によってさらに発展した。市には空軍基地が開設された。また、爆弾や弾薬を生産する軍需工場も設立された。これらの軍需施設は戦後一旦は閉鎖されたが、世界が東西冷戦構造に入ると、1950年に軍需工場のほうは核兵器を生産するために再び操業を開始した。その翌年には空軍基地も拡張して再開された。これら軍需施設の再開によって市は不況から脱却した。1950年から1960年にかけては軍人やその家族が大量移住したことによって人口が7万4,443人から13万7,969人へと一気に増加した。しかし1968年12月31日に空軍基地が閉鎖されると市の人口は減少に向かった。1970年の国勢調査では人口は12万7,010人であった。
1970年代に入ると、銅精錬大手のASARCO社（本社アリゾナ州フェニックス市）、ネブラスカ州に本社を構える精肉大手のIBP社、ガラス繊維世界最大手のオーウェンス・コーニング社といった大企業が工場を構えるようになった。1980年代に入ると、市域は隣接する郡にも広がった。また当市と並ぶ州北西部の主要都市であるラボックに通ずる州間高速道路I-27も開通した。これらの新しい産業や交通の発達によって市は基地閉鎖以降の不況から脱却し、他のサンベルトの都市同様、急速な発展を遂げている。

## 名所
周辺には幾つかの名所が存在する。市の南にはグランドキャニオンに次ぐ規模を誇る峡谷、パロ・デュロ・キャニオン（Palo Duro Canyon）が刻まれている。州立公園にも指定されているこの峡谷の崖には、灯台のような形をした柱状の巨岩がそそり立っている。市の北約48kmには、アリベイツ燧石採石場跡国指定モニュメント（Alibates Flint Quarries National Monument）もある。同モニュメントはメレディス湖国指定レクリエーションエリア（Lake Meredith National Recreation Area）の一部にもなっている。市の南東約160kmには、州指定のバイソン保護区であるキャプロック・キャニオンズ州立公園（Caprock Canyons State Park and Trailway）がある。

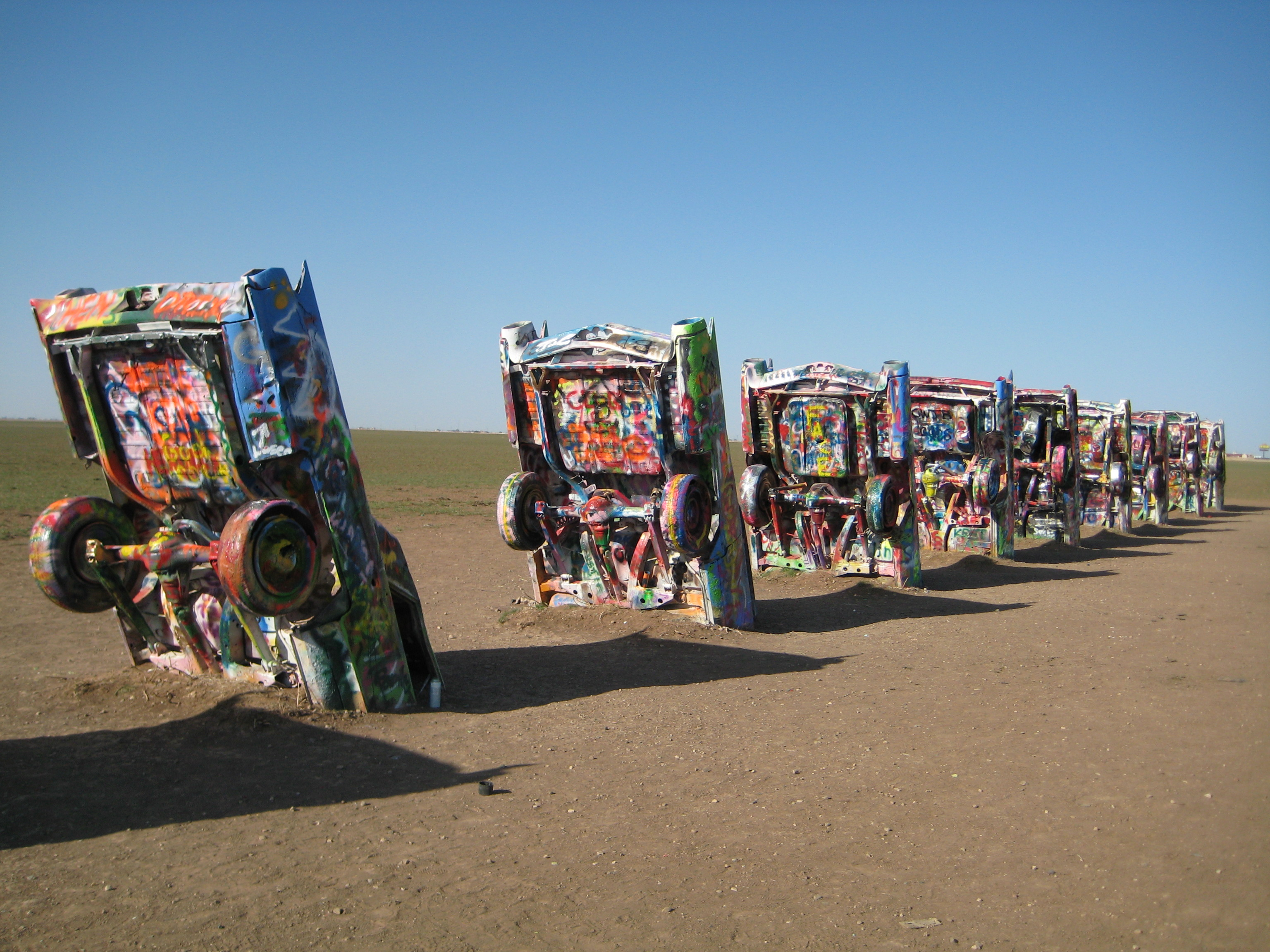
国道66号線ゆかりのモニュメントキャデラック・ランチ

当地出身の億万長者で、芸術家でもあるスタンレー・マーシュ3世（Stanley Marsh III）は、市の芸術プロジェクトに多大な資金を援助し、また制作においても貢献した。中でも有名なのは、キャディラック10台の先頭を地中に沈めて立たせ、派手なペイントを施したモニュメント、キャデラック・ランチである。このモニュメントは市の西、州間高速道路I-40沿いに位置している。この他にマーシュの手がけたプロジェクトの中で知名度の高いものには、ダイナマイト・ミュージアム（Dynamite Museum）がある。これは偽の道路標識を街中至る所に設置し、オジマンディアス（Ozymandias）という巨大な像に見立てるというものである。この像は本体から切り離された2本の「脚」と、「古代世界がいかにしてラボックの学生たちによって荒らされたか」を「説明」する偽の碑からなる。しかし、マーシュの創作物の数々はその知名度の高さにもかかわらず、芸術的価値はほとんどないという批判を受けている。これに対し、マーシュは「芸術は合法化された狂気であり、その点では、私はとてもよくやっている」と答えている。

## 文化

### テキサス文化

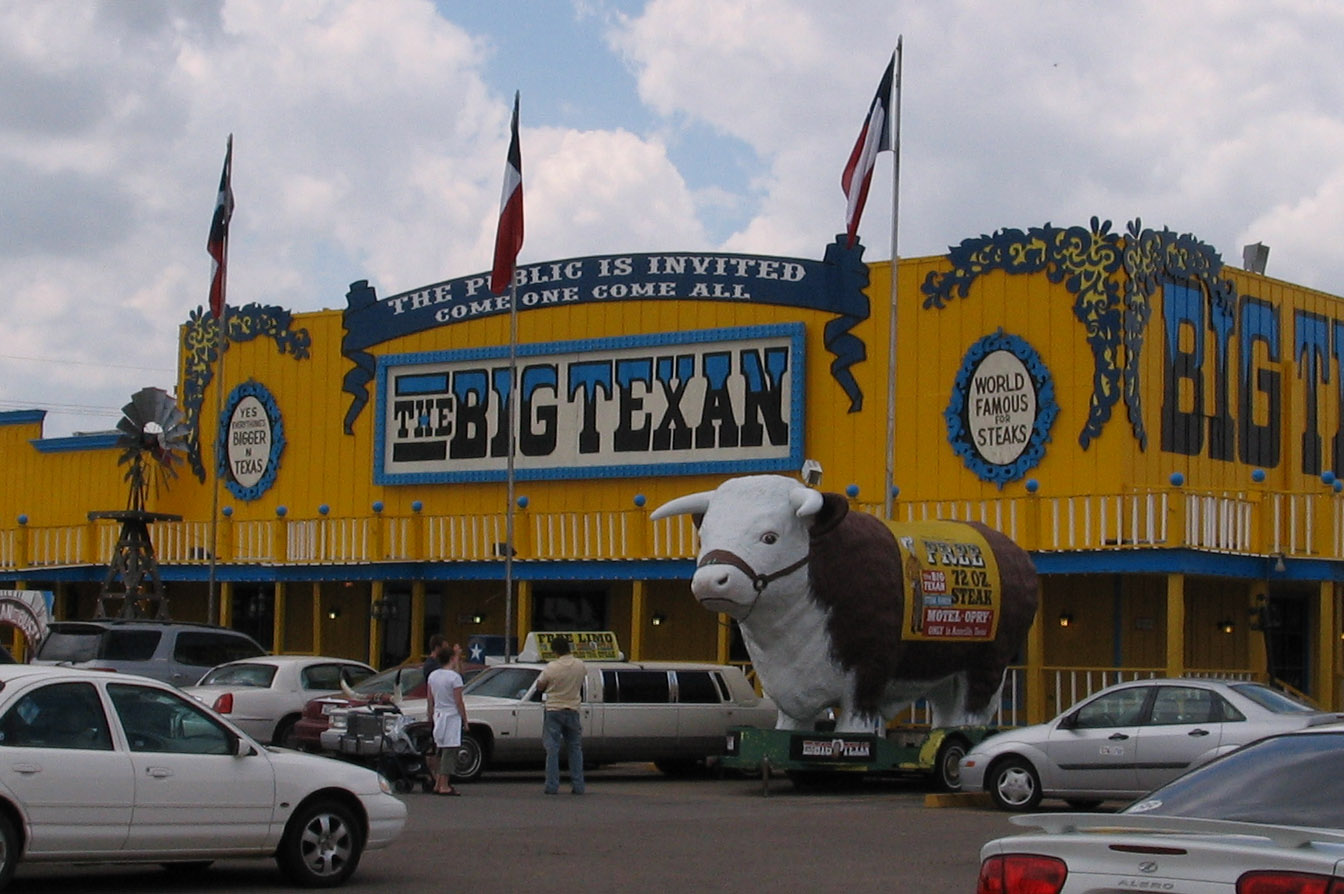
ビッグ・テキサン・ステーキ・ラーンチ

当市にはカウボーイやテキサスの文化を伝えるイベントや施設がある。9月第3週の間、市ではトライ・ステート・フェア・アンド・ロデオ（Tri-State Fair & Rodeo）というイベントが開催される。1921年から続いているこの伝統あるイベントにはテキサス・オクラホマ・ニューメキシコの3州から参加者が集う。アマリロ・ナショナル・センター（Amarillo National Center）では、乗馬コンテストをはじめ、自動車レースやロデオなど多彩なイベントが開催される。アマリロ・シビックセンター（Amarillo Civic Center）では毎年11月に、同市に本部を置く現役牧場カウボーイ協会（Working Ranch Cowboys Association）の後援の下にロデオ世界選手権（The World Championship Ranch Rodeo）が執り行われる。毎週火曜日には歴史あるアマリロ家畜取引所が肉牛のオークションを行う。州間高速道路I-40沿いにはビッグ・テキサン・ステーキ・ラーンチ（The Big Texan Steak Ranch）と言うステーキレストランがある。モーテルも有するこのレストランは1960年に国道66号線沿いに建てられ、「1時間以内に食べきると無料」という約2kg（72オンス）の「テキサス・サイズ」のステーキで創業以来有名である。

### 文化・芸術施設

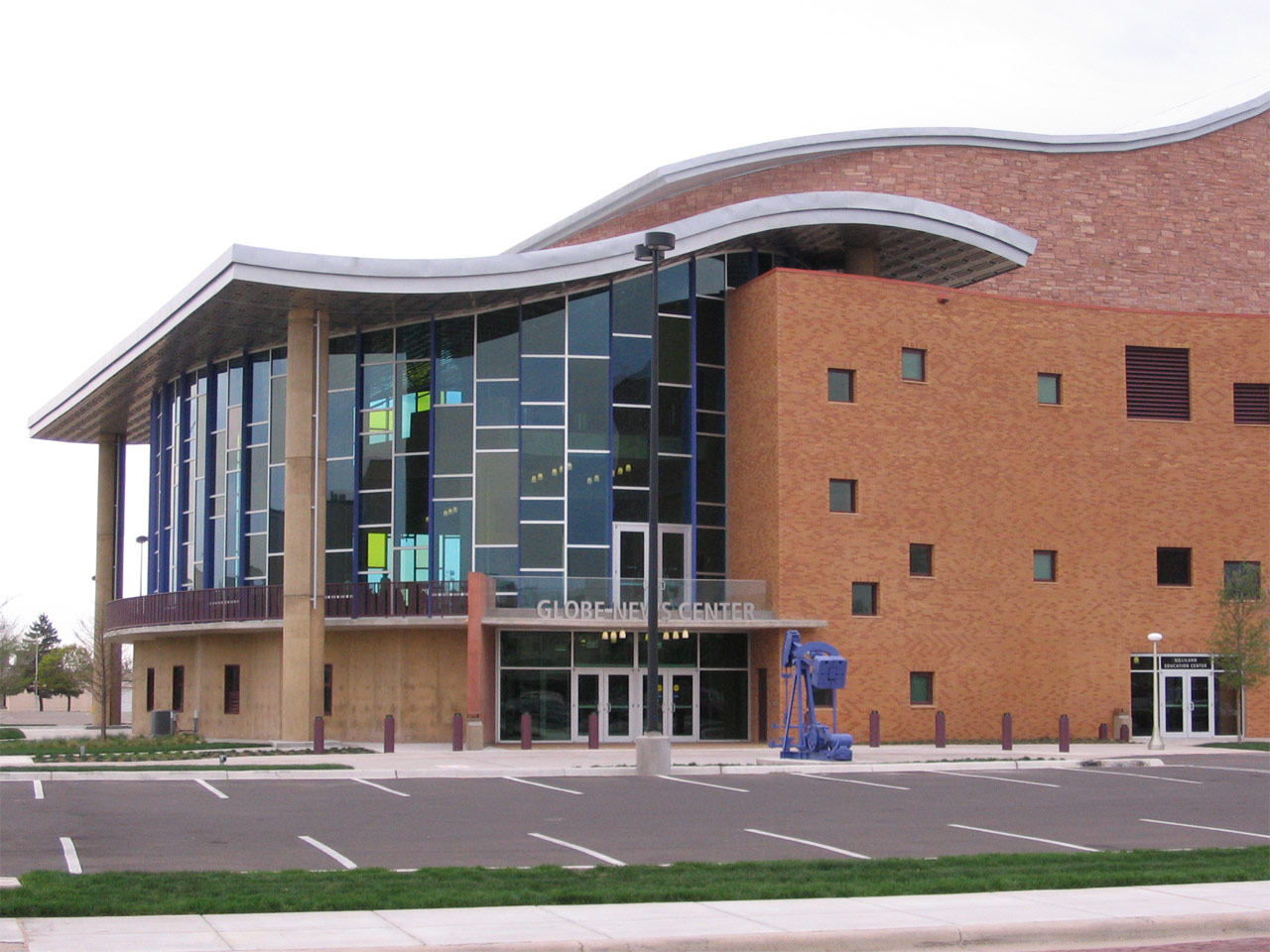
グローブ・ニューズ演技芸術センター

2006年、市中心部の再開発の一環として、シビック・センターの向かいにグローブ・ニュース演技芸術センター（Globe-News Center for the Performing Arts）が開館した。この最新の劇場は1,300名の収容能力を誇り、アマリロ・オペラ、アマリロ・シンフォニー、およびローンスター・バレエ団の公演が開かれている。非営利のコミュニティ・シアター・グループであるアマリロ・リトル・シアター（Amarillo Little Theatre）は、9月から翌5月までの期間限定で各種の公演が開かれている。このグループは市中心部の西に2ヶ所の劇場を抱えている。パロ・デュロ・キャニオンの野外劇場では、夏の間「テキサス」（Texas）というミュージカルの公演が毎晩行われる。このミュージカルはテキサス州北西部の入植者たちの歴史を描いたものである。2002年に37年間用いた台本がより史実に忠実なものに変更され、それに伴ってタイトルも「テキサス・レガシーズ」（Texas Legacies）と変わったが、観客動員数が減少したため、2006年の公演では元の台本に戻すことになった。
当市にはアメリカン・クォーター・ホース協会（American Quarter Horse Association、AQHA）が本部を置いている。AHQAはアメリカン・クォーター・ホースという競走馬の種の保存、改良、および記録保持に尽力している国際的な機関である。AQHAは博物館も有している。また、AHQAとセンター・シティ・オブ・アマリロの共同後援の下、Hoof Prints of the American Quarter Horseという美術プロジェクトも行われた。これは地元企業が馬の像を購入し、地元の芸術家が像に色をつけるというものである。

市内の大学も芸術施設や博物館を有している。アマリロ大学のワシントン通りキャンパスは、1972年に開館した美術館とコンサートホールを兼ねる建物を有している。また、同大学は全米の2年制大学で最大の自然史博物館も有している。また、西テキサス農工大学のキャンパス内には、テキサス州最大と謳うパンハンドル・プレーンズ歴史博物館（Panhandle-Plains Historical Museum）がある。
ハリングトン地域医療センターの近くにあるドン・ハリングトン・ディスカバリー・センター（Don Harrington Discovery Center）は、宇宙劇場と60以上の展示物を有する科学館である。館内の展示物は全て触れることができるものである。館外にはヘリウム・モニュメント（Helium Monument）と呼ばれる鉄製のモニュメントがある。このモニュメントはタイムカプセルを有しており、当市をHelium Capital of the World（世界のヘリウムの都）と称している。ディスカバリー・センターの近くにはアマリロ植物園（Amarillo Botanical Gardens）もある。
市内および周辺の著名な博物館には、他に次のようなものもある。
- クワハディ・キバ・インディアン博物館（Kwahadi Kiva Indian Museum） - ネイティブ・アメリカンの芸術品の展示やダンスの披露が行われている。
- イングリッシュ・フィールド航空宇宙博物館（The English Field Air & Space Museum） - 旧空港跡地を改装したもので、テキサス航空歴史協会（Texas Aviation Historical Society）によって運営され、航空機や宇宙に関する展示物を揃えている。

### メディア
主要な新聞はモリス・コミュニケーションズ社（Morris Communications）が刊行するアマリロ・グローブ・ニュース紙（Amarillo Globe-News）である。同紙はアマリロ・デイリー・ニュース（Amarillo Daily News）、アマリロ・グローブ（Amarillo Globe）、およびアマリロ・タイムズ（Amarillo Times）の3紙を統合したものである。市内で出版されている主な雑誌としては、月刊誌アクセント・ウェスト（Accent West）や、AQHAの出版物であるアメリカン・クォーター・ホース・ジャーナル（American Quarter Horse Journal）およびアメリカン・クォーター・ホース競馬ジャーナル（The American Quarter Horse Racing Journal）が挙げられる。
テレビ市場は全米第131位の規模で、全米ネットワークテレビ局5局が支局を置いている。また、独立系のKCPN（33チャンネル）や、スペイン語での放送を行うテレムンド系のKTMO（36チャンネル）もある。また、ラジオ市場は全米第195位の規模である。

### ポップ・カルチャー
ポップ・カルチャーの中にも当市の名は多く登場し、題材とした音楽としては、カントリー・ミュージックの楽曲「アマリロ・バイ・モーニング」（Amarillo By Morning）や、 ナット・キング・コールのジャズ・スタンダード「ルート66」、2005年に7週にわたってUKシングルチャート1位に輝いたトニー・クリスティの『恋のアマリロ』 （原題："Amarillo" ニール・セダカ作詞､作曲）が挙げられる。
また、インディ・ジョーンズシリーズの3作目であるインディ・ジョーンズ/最後の聖戦の撮影が行われた地でもある。

### スポーツ
プロレスではドリー・ファンク・シニアが本拠地として活動し、NWA傘下の団体「NWAウエスタン・ステーツ・スポーツ」を主宰。彼の息子ドリー・ファンク・ジュニアとテリー・ファンクのザ・ファンクスをはじめ、彼らの指導を受けたスタン・ハンセン、テッド・デビアス、ティト・サンタナ、ジェイ・ヤングブラッド、ジャンボ鶴田、天龍源一郎などの選手がプロレスラー人生をスタートさせた土地でもある。ジャック・ブリスコ、ジェリー・ブリスコ、ディック・マードック、ブラックジャック・マリガン、ボビー・ダンカン、リッキー・ロメロ、キラー・カール・コックス、キラー・カール・クラップ、ゴードン・ネルソン、スコット・ケーシー、ロード・アルフレッド・ヘイズ、ムース・モロウスキー、サイクロン・ネグロ、カール・フォン・スタイガー、ラリー・レーン、ボビー・ジャガーズ、タンク・パットン、レイ・キャンディ、ボブ・バックランド、グレート小鹿、高千穂明久、佐藤昭雄、ミスター・ポーゴなどもアマリロ地区で活躍した。
野球では、プロ野球独立リーグのアメリカン・アソシエーション（南地区）に加盟のアマリロ・ソックスの本拠地となっている。

## 人口動勢
| アマリロ市 年代ごとの人口推移 |           |
| 1940年                        | 51,686人  |
| 1950年                        | 74,246人  |
| 1960年                        | 137,969人 |
| 1970年                        | 127,010人 |
| 1980年                        | 149,230人 |
| 1990年                        | 157,615人 |
| 2000年                        | 173,627人 |
| 2004年（推計）                | 180,791人 |

以下は2000年の国勢調査における人口統計データである。
基礎データ
- 人口: 173,627人
- 世帯数: 67,699世帯
- 家族数: 45,764家族
- 人口密度: 746.0人/km²（1,932.1人/mi²）
- 住居数: 72,408軒
- 住居密度: 311.1軒/km²（805.8軒/mi²）

人種別人口構成
- 白人: 77.50%
- アフリカン・アメリカン: 5.97%
- ネイティブ・アメリカン: 0.78%
- アジア人: 2.05%
- 太平洋諸島系: 0.04%
- その他の人種: 11.32%
- 混血: 2.34%
- ヒスパニック・ラテン系: 21.86%

ヒスパニック・ラテン系の人口は1990年国勢調査時に比較して63.35%増加している。
年齢別人口構成
- 18歳未満: 27.9%
- 18-24歳: 10.2%
- 25-44歳: 28.8%
- 45-64歳: 20.5%
- 65歳以上: 12.6%
- 年齢の中央値: 34歳
- 性比（女性100人あたり男性の人口）
  - 総人口: 92.4
  - 18歳未満: 88.5

世帯と家族（対世帯数）
- 18歳未満の子供がいる: 33.9%
- 結婚・同居している夫婦: 50.6%
- 未婚・離婚・死別女性が世帯主: 12.8%
- 非家族世帯: 32.4%
- 単身世帯: 27.7%
- 65歳以上の老人1人暮らし: 9.9%
- 平均構成人数
  - 世帯: 2.53人
  - 家族: 3.10人

収入と家計
- 収入の中央値
  - 世帯: 34,940米ドル
  - 家族: 42,536米ドル
  - 性別
    - 男性: 31,321米ドル
    - 女性: 22,562米ドル
- 人口1人あたり収入: 18,621米ドル
- 貧困線以下
  - 対人口: 14.5%
  - 対世帯数: 11.1%
  - 18歳未満: 19.6%
  - 65歳以上: 9.3%

アフリカン・アメリカンの世帯では、収入15,000米ドル以下の世帯が37.5%を占める。これは白人世帯の17.59%やヒスパニック世帯の22.08%に比較して極めて高い値である。また、同市のアフリカン・アメリカンの人口の34.6%が貧困状態にある。貧困率が白人では人口の10%、ヒスパニックでは人口の22.8%であるのに比較し、これも極めて高い値であると言える。

## 出身者
- リック・ハズバンド - 宇宙飛行士（コロンビア号空中分解事故で死亡）
- シド・チャリシー - 女優
- キャロリン・ジョーンズ - 女優
- ジェイ・ヤングブラッド - プロレスラー
- マーク・ヤングブラッド - プロレスラー
- クリス・ヤングブラッド - プロレスラー
- アレックス・オブライエン - テニス選手
- ポール・ブエンテロ - 総合格闘家
- エヴァン・タナー - 総合格闘家
- ビック・ブラック - 野球選手